# 12e division blindée (États-Unis)
Pour les articles homonymes, voir 12e division.

Insigne de la blindée US.

La 12e division blindée de l'armée des États-Unis était une division blindée de l'armée des États-Unis pendant la Seconde Guerre mondiale. 

## Histoire
Activé le 15 septembre 1942, elle participe à la bataille des Ardennes puis à la campagne d'Allemagne. 
Elle est dissoute le 3 décembre 1945.

## Ordre de bataille

### Blindée
- 23e bataillon de chars
- 43e bataillon de chars
- 714e bataillon de chars
- 92e escadron de reconnaissance

### Infanterie
- 17e bataillon d'infanterie mécanisée
- 56e bataillon d'infanterie mécanisée
- 66e bataillon d'infanterie mécanisée

### Artillerie
- 493e régiment d'artillerie blindée de campagne
- 494e régiment d'artillerie blindée de campagne
- 495e régiment d'artillerie blindée  de campagne

### Autres
- 119e bataillon de génie blindé
- 152e compagnie de transmission blindée
- services